# Соскина, Нина Евгеньевна
Нина Евгеньевна Соскина — российская шашистка, судья по шашкам, шашечный организатор, педагог дополнительного образования. Бронзовый призёр командного чемпионата России по международным шашкам 2012 года в основной быстрой и молниеносной программах в составе сборной Кемеровской области.
1-е место в международном турнире по международным шашкам среди женщин в г. Курессааре (Эстония). Вице-президент федерации шашек Кузбасса. Судья всероссийской категории (2013).
В 1999 году присвоено звание «Человек года» города Прокопьевска.

## Образование
Окончила Томский государственный университет (механико-математический факультет) в 1985 году и Санкт-Петербургский государственный университет (факультет психологии) в 2000 году.

## Семья
Замужем, два сына.

## Профессиональные заслуги
Финалистка всероссийского конкурса педагогов дополнительного образования «Сердце отдаю детям 1999».
В 2000 году заняла 1-е место в городском конкурсе методических материалов и дидактических пособий в номинации «Организация досуговой деятельности».

## Хобби
Музыка, горный туризм.